# تیم ملی فوتسال کلمبیا
تیم ملی فوتسال کلمبیا نماینده کلمبیا در مسابقات بین‌المللی فوتسال و یکی از تیم‌های فوتسال آمریکای جنوبی است. 
کلمبیا در ٢ دوره جام جهانی شرکت کرده و مقام چهارمی جام جهانی فوتسال ۲۰۱۲ را در کارنامه دارد. 
این تیم در سال ٢٠١٣ نایب قهرمان مسابقات قهرمانی فوتسال آمریکای جنوبی را کسب کرده است.